# Китай на летних Олимпийских играх 2008
Китай является страной-организатором Летних Олимпийских игр 2008. Впервые сборная Китая выступила на Летних Олимпийских играх в 1984 году и заняла 4-е место в неофициальном общекомандном зачёте, выиграв 15 золотых медалей. На играх же в Афинах в 2004 году сборная Китая заняла 2-е место в общем зачёте, выиграв 32 золотых медали и уступив по этому показателю лишь сборной США. На Олимпийских играх 2008 года делегация спортсменов Китая являлась самой представительной — в заявке Китая было 639 спортсменов (США — 596, Россия — 467 спортсменов).
Будучи страной-организатором, Китай автоматически получил квоту для участия в каждом виде состязаний, хотя спортсмены в любом случае должны были удовлетворять квалификационным стандартам, установленным Китайским олимпийским комитетом.
В соответствии с Олимпийским протоколом, на Церемонии открытия сборная Китая вошла на Пекинский национальный стадион последней. Китайскую делегацию возглавляли баскетболист Яо Мин и школьник Линь Хао, спасший двух своих товарищей из-под развалин после Сычуаньского землетрясения 2008 года.

## Медалисты
Китай выиграл 51 золотую медаль, 21 серебряную и 28 бронзовых, занял первое место в общем зачёте и это впервые в истории вывело Китай на первое место по этому показателю.
| Медаль | Фамилия Имя | Вид спорта                                 | Дисциплина                                 | Дата       |
| ------ | --- | ------------------------------------------ | ------------------------------------------ | ---------- |
|        | Чэнь Сеся | Тяжёлая атлетика                           | Женщины, до 48 кг                          | 9 августа  |
|        | Пан Вэй | Стрелковый спорт                           | Мужчины, пневматический пистолет, 10 м     | 9 августа  |
|        | Го Вэньцзюнь | Стрелковый спорт                           | Женщины, пневматический пистолет, 10 м     | 10 августа |
|        | Го Цзинцзин, У Минься | Прыжки в воду                              | Женщины, синхронные прыжки с трамплина     | 10 августа |
|        | Сянь Дунмэй | Дзюдо                                      | Женщины, до 52 кг                          | 10 августа |
|        | Лун Цинцюань | Тяжёлая атлетика                           | Мужчины, до 56 кг                          | 10 августа |
|        | Хо Лян, Линь Юэ | Прыжки в воду                              | Мужчины, синхронные прыжки с вышки         | 11 августа |
|        | Чэнь Яньцин | Тяжёлая атлетика                           | Женщины, до 58 кг                          | 11 августа |
|        | Чжан Сянсян | Тяжёлая атлетика                           | Мужчины, до 62 кг                          | 11 августа |
|        | Хуан Сюй, Чэнь Ибин, Ли Сяопэн, Сяо Цинь, Ян Вэй, Цзоу Кай | Спортивная гимнастика                      | Командное первенство                       | 12 августа |
|        | Чэнь Жолинь, Ван Синь | Прыжки в воду                              | Женщины, синхронные прыжки с вышки         | 12 августа |
|        | Чжун Мань | Фехтование                                 | Мужчины, сабля                             | 12 августа |
|        | Ляо Хуэй | Тяжёлая атлетика                           | Мужчины, до 69 кг                          | 12 августа |
|        | Ян Илинь, Чэн Фэй, Цзян Юйюань, Дэн Линьлинь, Хэ Кэсинь, Ли Шаньшань | Спортивная гимнастика                      | Женщины, командное первенство              | 13 августа |
|        | Чэнь Ин | Стрелковый спорт                           | Женщины, пистолет, 25 м                    | 13 августа |
|        | Ван Фэн, Цинь Кай | Прыжки в воду                              | Мужчины, синхронные прыжки с трамплина     | 13 августа |
|        | Лю Чуньхун | Тяжёлая атлетика                           | Женщины, до 69 кг                          | 13 августа |
|        | Лю Цзыгэ | Плавание                                   | Женщины, баттерфляй, 200 м                 | 14 августа |
|        | Ду Ли | Стрелковый спорт                           | Женщины, винтовка с трёх позиций, 50 м     | 14 августа |
|        | Ян Вэй | Спортивная гимнастика                      | Мужчины, личное первенство                 | 14 августа |
|        | Чжан Цзюаньцзюань | Стрельба из лука                           | Женщины, личное первенство                 | 14 августа |
|        | Ян Сюли | Дзюдо                                      | Женщины, до 78 кг                          | 14 августа |
|        | Цао Лэй | Тяжёлая атлетика                           | Женщины, до 75 кг                          | 15 августа |
|        | Тун Вэнь | Дзюдо                                      | Женщины, свыше 78 кг                       | 15 августа |
|        | Лу Юн | Тяжёлая атлетика                           | МужчиныЮ до 85 кг                          | 15 августа |
|        | Ду Цзин, Юй Ян | Бадминтон                                  | Женщины, парный разряд                     | 15 августа |
|        | Чжан Нин | Бадминтон                                  | Женщины, одиночный разряд                  | 16 августа |
|        | Цю Цзянь | Стрелковый спорт                           | Мужчины, винтовка с трёх позиций, 50 м     | 17 августа |
|        | Тан Бинь, Си Айхуа, Цзинь Цзывэй, Фэн Гуйсинь | Академическая гребля                       | Женщины, парные четвёрки                   | 17 августа |
|        | Ван Цзяо | Борьба                                     | Женщины, вольная борьба, до 72 кг          | 17 августа |
|        | Цзоу Кай | Спортивная гимнастика                      | Мужчины, вольные упражнения                | 17 августа |
|        | Сяо Цинь | Спортивная гимнастика                      | Мужчины, конь                              | 17 августа |
|        | Го Юэ, Ван Нань, Чжан Инин, Ли Сяося | Настольный теннис                          | Женский командный разряд                   | 17 августа |
|        | Линь Дань | Бадминтон                                  | Женщины, одиночный разряд                  | 17 августа |
|        | Го Цзинцзин | Прыжки в воду                              | Женщины, трамплин                          | 17 августа |
|        | Чэнь Ибин | Спортивная гимнастика                      | Мужчины, кольца                            | 18 августа |
|        | Хэ Кэсинь | Спортивная гимнастика                      | Женщины, разновысокие брусья               | 18 августа |
|        | Хэ Вэньна | Прыжки на батуте                           | Женщины                                    | 18 августа |
|        | Ма Линь, Ван Хао, Ван Лицинь, Чэнь Ци | Настольный теннис                          | Мужской командный разряд                   | 18 августа |
|        | Ли Сяопэн | Спортивная гимнастика                      | Мужчины, параллельные брусья               | 19 августа |
|        | Цзоу Кай | Спортивная гимнастика                      | Мужчины, перекладина                       | 19 августа |
|        | Лу Чуньлун | Прыжки на батуте                           | Мужчины                                    | 19 августа |
|        | Хэ Чун | Прыжки в воду                              | Мужчины, трамплин                          | 19 августа |
|        | Инь Цзянь | Парусный спорт                             | Женщины, RS:X                              | 20 августа |
|        | У Цзинъюй | Тхэквондо                                  | Женщины, до 49 кг                          | 20 августа |
|        | Чэнь Жолинь | Прыжки в воду                              | Женщины, вышка                             | 21 августа |
|        | Чжан Инин | Настольный теннис                          | Женский одиночный разряд                   | 22 августа |
|        | Мэн Гуаньлян, Ян Вэньцзюнь | Гребля на байдарках и каноэ — гладкая вода | Мужчины, каноэ-двойки, 500 м               | 23 августа |
|        | Ма Линь | Настольный теннис                          | Мужской одиночный разряд                   | 23 августа |
|        | Цзоу Шимин | Бокс                                       | Мужчины, до 48 кг                          | 24 августа |
|        | Чжан Сяопин | Бокс                                       | Мужчины, до 81 кг                          | 24 августа |
|        | Чжан Линь | Плавание                                   | Мужчины, вольный стиль, 400 м              | 10 августа |
|        | Чжан Цзюаньцзюань, Чэнь Лин, Го Дань | Стрельба из лука                           | Женщины, команда                           | 10 августа |
|        | Чжу Цинань | Стрелковый спорт                           | Мужчины, пневматическая винтовка, 10 м     | 11 августа |
|        | Тань Цзунлян | Стрелковый спорт                           | Мужчины, пистолет, 50 м                    | 12 августа |
|        | Чан Юнсян | Борьба                                     | Мужчины, греко-римская, до 74 кг           | 13 августа |
|        | Ли Хунли | Тяжёлая атлетика                           | Мужчины, до 77 кг                          | 13 августа |
|        | Цзяо Люян | Плавание                                   | Женщины, баттерфляй, 200 м                 | 14 августа |
|        | Ян Юй, Чжу Цяньвэй, Тань Мяо Пан Цзяин, Тан Цзинчжи | Плавание                                   | Женщины, эстафета 4×200 м вольным стилем   | 14 августа |
|        | Бао Инъин, Хуан Хайян, Ни Хун, Тань Сюэ | Фехтование                                 | Женщины, командная сабля                   | 14 августа |
|        | Се Синфан | Бадминтон                                  | Женщины, одиночный разряд                  | 16 августа |
|        | У Ю, Гао Юйлань | Академическая гребля                       | Женщины, двойки                            | 16 августа |
|        | Сюй Ли | Борьба                                     | Женщины, вольная, до 55 кг                 | 16 августа |
|        | Цай Юнь, Фу Хайфэн | Бадминтон                                  | Мужчины, парный разряд                     | 16 августа |
|        | Ян Вэй | Спортивная гимнастика                      | Мужчины, кольца                            | 18 августа |
|        | Тянь Цзя, Ван Цзе | Пляжный волейбол                           | Женщины                                    | 21 августа |
|        | Ван Нань | Настольный теннис                          | Женский одиночный разряд                   | 22 августа |
|        | Женская сборная КНР по хоккею на траве: Чэн Хуэй, Чэнь Цюци, Чэнь Чжаося, Фу Баожун, Гао Лихуа, Хуан Цзюнься, Ли Хунся, Ли Шуан, Ма Ибо, Пань Фэнчжэнь, Жэнь Е, Сун Цюньлин, Тан Чуньлин, Чжао Юйдяо, Чжан Имэн, Чжоу Ваньфэн | Хоккей на траве                            | Женщины                                    | 22 августа |
|        | Ван Хао | Настольный теннис                          | Мужской одиночный разряд                   | 23 августа |
|        | Чжоу Люйсинь | Прыжки в воду                              | Мужчины, вышка                             | 23 августа |
|        | Цай Тунтун, Чоу Тао, Лу Юаньян Суй Цзяньшуан, Сунь Дань, Чжан Шо | Художественная гимнастика                  | Женщины, групповое многоборье              | 24 августа |
|        | Чжан Чжилэй | Бокс                                       | Мужчины, свыше 91 кг                       | 24 августа |
|        | Сюэ Хайфэн, Цзян Линь, Ли Вэньцюань | Стрельба из лука                           | Мужчины, команды                           | 11 августа |
|        | Сюй Янь | Дзюдо                                      | Женщины, до 57 кг                          | 11 августа |
|        | Ху Биньюань | Стрелковый спорт                           | Мужчины, дубль-трап                        | 12 августа |
|        | Пан Цзяин | Плавание                                   | Женщины, вольный стиль, 200 м              | 13 августа |
|        | Ян Илинь | Спортивная гимнастика                      | Женщины, личное первенство                 | 15 августа |
|        | Чжан Явэнь, Вэй Или | Бадминтон                                  | Женщины, парный разряд                     | 15 августа |
|        | Чэнь Цзинь | Бадминтон                                  | Женщины, одиночный разряд                  | 16 августа |
|        | Чжао Цзин, Сунь Е, Чжоу Яфэй Пан Цзяин, Сюй Тяньлунцзы | Плавание                                   | Женщины, комбинированная эстафета, 4x100 м | 17 августа |
|        | Чжоу Чуньсю | Лёгкая атлетика                            | Женщины, марафон                           | 17 августа |
|        | Янь Цзы, Чжэн Цзе | Теннис                                     | Женский парный разряд                      | 17 августа |
|        | Хэ Ханьбинь, Юй Ян | Бадминтон                                  | Смешанный разряд                           | 17 августа |
|        | Чэн Фэй | Спортивная гимнастика                      | Женщины, опорный прыжок                    | 17 августа |
|        | У Минься | Прыжки в воду                              | Женщины, трамплин                          | 17 августа |
|        | Ян Илинь | Спортивная гимнастика                      | Женщины, разновысокие брусья               | 18 августа |
|        | Сюй Лицзя | Парусный спорт                             | Женщины, Лазер Радиал                      | 19 августа |
|        | Чэн Фэй | Спортивная гимнастика                      | Женщины, бревно                            | 19 августа |
|        | Го Шуан | Велоспорт — трек                           | Женщины, спринт                            | 19 августа |
|        | Дун Дун | Прыжки на батуте                           | Мужчины                                    | 19 августа |
|        | Цинь Кай | Прыжки в воду                              | Мужчины, трамплин                          | 19 августа |
|        | Чжан Вэньсю | Лёгкая атлетика                            | Метание молота                             | 20 августа |
|        | Сюэ Чэнь, Чжан Си | Пляжный волейбол                           | Женщины                                    | 21 августа |
|        | Ван Синь | Прыжки в воду                              | Женщины, вышка                             | 21 августа |
|        | Чжу Го | Тхэквондо                                  | Мужчины, до 80 кг                          | 22 августа |
|        | Го Юэ | Настольный теннис                          | Женский одиночный разряд                   | 22 августа |
|        | Ислам Канат | Бокс                                       | Мужчины, до 69 кг                          | 22 августа |
|        | Женская сборная КНР по волейболу | Волейбол                                   | Женщины                                    | 23 августа |
|        | Гу Бэйбэй, Хуан Сюэчэнь, Цзян Тинтин Цзян Вэнвэнь, Лю Оу, Ло Цянь, Сунь Цютин Ван На, Чжан Сяохуань | Синхронное плавание                        | Женщины                                    | 23 августа |
|        | Ван Лицинь | Настольный теннис                          | Мужской одиночный разряд                   | 23 августа |

| Вид спорта                  |    |    |    | Всего |
| Гимнастика                  | 11 | 2  | 5  | 18    |
| Тяжёлая атлетика            | 8  | 1  | 0  | 9     |
| Прыжки в воду               | 7  | 1  | 3  | 11    |
| Стрелковый спорт            | 5  | 2  | 1  | 8     |
| Настольный теннис           | 4  | 2  | 2  | 8     |
| Бадминтон                   | 3  | 2  | 3  | 8     |
| Дзюдо                       | 3  | 0  | 1  | 4     |
| Бокс                        | 2  | 1  | 1  | 4     |
| Плавание                    | 1  | 3  | 2  | 6     |
| Борьба                      | 1  | 2  | 0  | 3     |
| Стрельба из лука            | 1  | 1  | 1  | 3     |
| Академическая гребля        | 1  | 1  | 0  | 2     |
| Фехтование                  | 1  | 1  | 0  | 2     |
| Тхэквондо                   | 1  | 0  | 1  | 2     |
| Парусный спорт              | 1  | 0  | 1  | 2     |
| Гребля на байдарках и каноэ | 1  | 0  | 0  | 1     |
| Волейбол                    | 0  | 1  | 2  | 3     |
| Хоккей на траве             | 0  | 1  | 0  | 1     |
| Лёгкая атлетика             | 0  | 0  | 2  | 2     |
| Велосипедный спорт          | 0  | 0  | 1  | 1     |
| Теннис                      | 0  | 0  | 1  | 1     |
| Синхронное плавание         | 0  | 0  | 1  | 1     |
| Total                       | 51 | 21 | 28 | 100   |

| Многократные чемпионы | Многократные чемпионы | Многократные чемпионы | Многократные чемпионы | Многократные чемпионы | Многократные чемпионы | Многократные чемпионы |
| --------------------- | --------------------- | --------------------- | --------------------- | --------------------- | --------------------- | --------------------- |
| Имя                   | Вид                   |                       |                       |                       | Всего                 |                       |
| Цзоу Кай              | Гимнастика            | 3                     | 0                     | 0                     | 3                     |                       |
| Ян Вэй                | Гимнастика            | 2                     | 1                     | 0                     | 3                     |                       |
| Хэ Кэсинь             | Гимнастика            | 2                     | 0                     | 0                     | 2                     |                       |
| Чэнь Ибин             | Гимнастика            | 2                     | 0                     | 0                     | 2                     |                       |
| Ли Сяопэн             | Гимнастика            | 2                     | 0                     | 0                     | 2                     |                       |
| Сяо Цинь              | Гимнастика            | 2                     | 0                     | 0                     | 2                     |                       |
| Го Цзинцзин           | Прыжки в воду         | 2                     | 0                     | 0                     | 2                     |                       |
| Чэнь Жолинь           | Прыжки в воду         | 2                     | 0                     | 0                     | 2                     |                       |
| Чжан Инин             | Настольный теннис     | 2                     | 0                     | 0                     | 2                     |                       |
| Ма Линь               | Настольный теннис     | 2                     | 0                     | 0                     | 2                     |                       |
| Ван Нань              | Настольный теннис     | 1                     | 1                     | 0                     | 2                     |                       |
| Ван Хао               | Настольный теннис     | 1                     | 1                     | 0                     | 2                     |                       |
| Чжан Цзюаньцзюань     | Стрельба из лука      | 1                     | 1                     | 0                     | 2                     |                       |
| Чэн Фэй               | Гимнастика            | 1                     | 0                     | 2                     | 3                     |                       |
| Ян Илинь              | Гимнастика            | 1                     | 0                     | 2                     | 3                     |                       |
| Цинь Кай              | Гимнастика            | 1                     | 0                     | 1                     | 2                     |                       |
| У Минься              | Прыжки в воду         | 1                     | 0                     | 1                     | 2                     |                       |
| Ван Синь              | Прыжки в воду         | 1                     | 0                     | 1                     | 2                     |                       |
| Го Юэ                 | Настольный теннис     | 1                     | 0                     | 1                     | 2                     |                       |
| Ван Лицинь            | Настольный теннис     | 1                     | 0                     | 1                     | 2                     |                       |
| Юй Ян                 | Бадминтон             | 1                     | 0                     | 1                     | 2                     |                       |
| Пан Цзяин             | Плавание              | 0                     | 1                     | 2                     | 3                     |                       |

## Результаты соревнований

### Академическая гребля
В следующий раунд из каждого заезда проходили несколько лучших экипажей (в зависимости от дисциплины). В финал A выходили 6 сильнейших экипажей, остальные разыгрывали места в утешительных финалах B-F.
В соревнованиях одиночек Китай должен был представлять Чжан Лян, однако он не вышел на старт предварительного этапа, посчитав что стартует в более позднем заезде. По правилам олимпийских соревнований Чжан Лян, в связи с невыходом на старт, был отстранён от участия во всех дисциплинах в этот день, в результате чего китайский экипаж двойки парной Чжан Лян и Су Хуэй был исключён из числа участников соревнований.
Мужчины
| Соревнование  | Спортсмены       | Предварительный заезд | Предварительный заезд | Предварительный заезд | Отборочный заезд | Отборочный заезд | Отборочный заезд | Четвертьфинал        | Четвертьфинал        | Четвертьфинал        | Полуфинал             | Полуфинал             | Полуфинал             | Финал                 | Финал                 | Итоговое место |
| Соревнование  | Спортсмены       | Заезд                 | Время                 | Место                 | Заезд            | Время            | Место            | Заезд                | Время                | Место                | Заезд                 | Время                 | Место                 | Время                 | Место                 | Итоговое место |
| ------------- | ---------------- | --------------------- | --------------------- | --------------------- | ---------------- | ---------------- | ---------------- | -------------------- | -------------------- | -------------------- | --------------------- | --------------------- | --------------------- | --------------------- | --------------------- | -------------- |
| одиночки      | Чжан Лян         | 2                     | DNS                   | —                     | не проводится    | не проводится    | не проводится    | завершил выступление | завершил выступление | завершил выступление | завершил выступление  | завершил выступление  | завершил выступление  | завершил выступление  | завершил выступление  | —              |
| двойки парные | Су Хуэй Чжан Лян | 3                     | EXCL                  | —                     |                  |                  |                  | не проводится        | не проводится        | не проводится        | завершили выступление | завершили выступление | завершили выступление | завершили выступление | завершили выступление | —              |

### Бокс
| Соревнование | Спортсмены           | 1-й раунд                        | 2-й раунд                      | Четвертьфинал                     | Полуфинал                         | Финал                             | Место                |                      |
| Соревнование | Спортсмены           | Соперник Результат               | Соперник Результат             | Соперник Результат                | Соперник Результат                | Соперник Результат                | Место                |                      |
| ------------ | -------------------- | -------------------------------- | ------------------------------ | --------------------------------- | --------------------------------- | --------------------------------- | -------------------- | -------------------- |
| до 48 кг     | Цзоу Шимин           | Эдуард Бермудес (VEN) В 15-2     | Нордин Убаали (FRA) В 3(+)-3   | Биржан Жакыпов (KAZ) В 9-4        | Пэдди Барнс (IRL) В 15-0          | Пурэвдоржийн Сэрдамба (MGL) В RET | 1                    |                      |
| до 54 кг     | Гу Юй                | Джо Маррей (GBR) В 17-7          | Вячеслав Гожан (MDA) П 6-13    | Завершил выступление              | Завершил выступление              | Завершил выступление              | Завершил выступление |                      |
| до 57 кг     | Ли Ян                | Робсон Консейсан (BRA) В 12-4    | Луис Энрике Поросо (ECU) В 6-5 | Василий Ломаченко (UKR) П 3-13    | Завершил выступление              | Завершил выступление              | Завершил выступление |                      |
| до 60 кг     | Ху Цин               | Александр Ключко (UKR) В 10-8    | Мерей Акшалов (KAZ) В 11-7     | Дауда Сов (FRA) П 6-9             | Завершил выступление              | Завершил выступление              | Завершил выступление |                      |
| до 64 кг     | Цюн Маймайтитуэрсунь | Геннадий Ковалёв (RUS) П 8-15    | Завершил выступление           | Завершил выступление              | Завершил выступление              | Завершил выступление              | Завершил выступление |                      |
| до 69 кг     | Канат Ислам          | Пресиус Макина (ZAM) В 21-2      | Джозеф Мулема (CMR) В 9-4      | Туреано Джонсон (BAH) В 14-4      | Карлос Банто (CUB) П 4-7          | Завершил выступление              | 3                    |                      |
| до 75 кг     | Ван Цзяньчжэн        | Сергей Деревянченко (UKR) П 6-16 | Завершил выступление           | Завершил выступление              | Завершил выступление              | Завершил выступление              | Завершил выступление |                      |
| до 81 кг     | Чжан Сяопин          | Мурад Сахрауи (TUN) В 3-1        | Артур Бетербиев (RUS) В 8-2    | Абдельхафид Беншабла (ALG) В 12-7 | Еркебулан Шыналиев (KAZ) В 3(+)-3 | Кеннет Иган (IRL) В 11-7          | 1                    |                      |
| до 91 кг     | Юйшань Ницзяти       |                                  | Александр Усик (UKR) П 4-23    | Завершил выступление              | Завершил выступление              | Завершил выступление              | Завершил выступление | Завершил выступление |
| свыше 91 кг  | Чжан Чжилэй          |                                  | Мохамед Аманисси (MAR) В 15-0  | Руслан Мырсатаев (KAZ) В 12-2     | Вячеслав Глазков (UKR) В WO       | Роберто Каммарелле (ITA) П 4-14   | 2                    |                      |

## Стрельба
Спортсменов — 24
Мужчины
| Спортсмен     | Соревнование                  | Квалификация | Квалификация | Финал     | Финал     |
| Спортсмен     | Соревнование                  | Результат    | Место        | Результат | Место     |
| ------------- | ----------------------------- | ------------ | ------------ | --------- | --------- |
| Цао Ифэй      | пневматическая винтовка, 10 м | 593          | 14           | Не прошёл | Не прошёл |
| Ху Биньюань   | дубль-трап                    | 138          | 3 Q          | 184       | 3         |
| Цзя Чжаньбо   | винтовка лёжа, 50 м           | 591          | 27           | Не прошёл | Не прошёл |
| Цзя Чжаньбо   | винтовка с 3 позиций, 50 м    | 1163         | 24           | Не прошёл | Не прошёл |
| Цзинь Ди      | скит                          | 118          | 7            | Не прошёл | Не прошёл |
| Ли Яцзюнь     | трап                          | 113          | 21           | Не прошёл | Не прошёл |
| Ли Ян         | трап                          | 115          | 16           | Не прошёл | Не прошёл |
| Линь Чжунцзай | пистолет, 50 м                | 555          | 16           | Не прошёл | Не прошёл |
| Лю Чжуншэн    | скоростной пистолет, 25 м     | 572          | 9            | Не прошёл | Не прошёл |
| Пан Вэй       | пневматический пистолет, 10 м | 586          | 1 Q          | 688,2     | 1         |
| Цю Цзянь      | винтовка лёжа, 50 м           | 593          | 19           | Не прошёл | Не прошёл |
| Цю Цзянь      | винтовка с 3 позиций, 50 м    | 1173         | 4 Q          | 1272,5    | 1         |
| Цзюй Жидун    | скит                          | 118          | 6 Q          | 142       | 6         |
| Тань Цзунлян  | пневматический пистолет, 10 м | 580          | 11           | Не прошёл | Не прошёл |
| Тань Цзунлян  | пистолет, 50 м                | 565          | 1 Q          | 659,5     | 2         |
| Ван Нань      | дубль-трап                    | 134          | 12           | Не прошёл | Не прошёл |
| Чжан Пэнхуэй  | скоростной пистолет, 25 м     | DSQ          | DSQ          | Не прошёл | Не прошёл |
| Чжу Цинань    | пневматическая винтовка, 10 м | 597          | 2 Q          | 699,7     | 2         |

Женщины
| Спортсмен    | Соревнование                  | Квалификация | Квалификация | Финал     | Финал     |
| Спортсмен    | Соревнование                  | Результат    | Место        | Результат | Место     |
| ------------ | ----------------------------- | ------------ | ------------ | --------- | --------- |
| Чэнь Ин      | пистолет, 25 м                | 585          | 3 Q          | 793,4 OR  | 1         |
| Ду Ли        | пневматическая винтовка, 10 м | 399          | 4 Q          | 499,6     | 5         |
| Ду Ли        | винтовка с 3 позиций, 50 м    | 589 OR       | 1 Q          | 690,3 OR  | 1         |
| Фэй Фэнцзи   | пистолет, 25 м                | 292          | 7 Q          | 582       | 7         |
| Го Вэньцзюнь | пневматический пистолет, 10 м | 390          | 2 Q          | 492,3 OR  | 1         |
| Лю Инцзы     | трап                          | 63           | 12           | Не прошла | Не прошла |
| Жэнь Цзе     | пневматический пистолет, 10 м | 381          | 19           | Не прошла | Не прошла |
| Вэй Нин      | скит                          | 70           | 5 Q          | 91        | 8         |
| У Люси       | винтовка с 3 позиций, 50 м    | 585          | 7 Q          | 685,9     | 8         |
| Чжао Инхуэй  | пневматическая винтовка, 10 м | 389          | 37           | Не прошла | Не прошла |

## Тхэквондо
Спортсменов — 4
Мужчины
| Спортсмен | Категория   | 1/8                        | 1/4                      | 1/2       | Доп. 1/4  | Доп. 1/2                | Финал/ Матч за 3-е место  |
| --------- | ----------- | -------------------------- | ------------------------ | --------- | --------- | ----------------------- | ------------------------- |
| Чжу Го    | до 80 кг    | Мигель Феррера (HON) В 3-1 | Хади Саеи (IRI) П 2-3    | не прошел |           | Дипак Биста (NEP) В 6-2 | Аарон Кук (GBR) · В 4-1 · |
| Лю Сяобо  | свыше 80 кг | Мэтт Бич (NZL) В 4-1       | Анхель Матос (CUB) П 1-2 | не прошел | не прошел | не прошел               | не прошел                 |

Женщины
| Спортсмен | Категория   | 1/8                         | 1/4                        | 1/2                    | Доп. 1/4  | Доп. 1/2  | Финал                              |
| --------- | ----------- | --------------------------- | -------------------------- | ---------------------- | --------- | --------- | ---------------------------------- |
| У Цзинъюй | до 49 кг    | Милдред Аланго (KEN) В 7-0  | Ханна Зайц (SWE) В 8-1     | Ян Шу Чунь (TPE) В 4-1 |           |           | Буттри Пуэдпонг (THA) · В 1-(-1) · |
| Чэнь Чжун | свыше 67 кг | Адриана Кармона (VEN) В 3-1 | Сара Стивенсон (GBR) П 1-2 | не прошла              | не прошла | не прошла | не прошла                          |

## Тяжёлая атлетика
Спортсменов — 10
Мужчины
| Спортсмен    | Категория | Рывок     | Рывок | Толчок    | Толчок | Сумма | Место |
| Спортсмен    | Категория | Результат | Место | Результат | Место  | Сумма | Место |
| ------------ | --------- | --------- | ----- | --------- | ------ | ----- | ----- |
| Лун Цинцюань | до 56 кг  | 132       | 1     | 160       | 1      | 292   | 1     |
| Чжан Сянсян  | до 62 кг  | 143       | 1     | 176       | 1      | 319   | 1     |
| Ляо Хуэй     | до 69 кг  | 158       | 1     | 190       | 1      | 348   | 1     |
| Ши Чжиюн     | до 69 кг  | 152       | 4     | —         | —      | 152   | DNF   |
| Ли Хунли     | до 77 кг  | 168       | 1     | 198       | 2      | 366   | 2     |
| Лу Юн        | до 85 кг  | 180       | 2     | 214       | 1      | 394   | 1     |

Женщины
| Спортсмен   | Категория | Рывок     | Рывок | Толчок    | Толчок | Сумма  | Место |
| Спортсмен   | Категория | Результат | Место | Результат | Место  | Сумма  | Место |
| ----------- | --------- | --------- | ----- | --------- | ------ | ------ | ----- |
| Чэнь Сеся   | до 48 кг  | 95        | 1     | 117 OR    | 1      | 212 OR | 1     |
| Чэнь Яньцин | до 58 кг  | 106       | 1     | 138 OR    | 1      | 244 OR | 1     |
| Лю Чуньхун  | до 69 кг  | 128 WR    | 1     | 158 WR    | 1      | 286 WR | 1     |
| Цао Лэй     | до 75 кг  | 128 OR    | 1     | 154 OR    | 1      | 282 OR | 1     |

## Комментарии
1. ↑  включая спортивную гимнастику, художественную и прыжки на батуте
2. ↑  включая как соревнования на гладкой воде, так и слалом
3. ↑  обычный и пляжный
4. ↑  Jo Ling Kent. Chinese Rower Misses His Olympic Race; Medal Hopes Threatened (англ.). ABC News (14 августа 2008). Дата обращения: 11 марта 2021. Архивировано 4 августа 2021 года.